# Champsochromis caeruleus
Champsochromis caeruleus är en fiskart som först beskrevs av Boulenger, 1908.  Champsochromis caeruleus ingår i släktet Champsochromis och familjen Cichlidae. IUCN kategoriserar arten globalt som livskraftig. Inga underarter finns listade i Catalogue of Life.